# پوت
شهر پوت (به فرانسوی: Putte) در شهرستان مشلان در استان آنتوئر در منطقه فلاندری در کشور بلژیک  قرار دارد.در سرشماری سال ٢٠١۶ این شهر جمعیتی بالغ بر ١٧٢٢٧ نفر دارد.